# Si quebró el cántaro
|  |

El aguafuerte Si quebró el cántaro es un grabado de la serie Los Caprichos del pintor español Francisco de Goya. Está numerado con el número 25 en la serie de 80 estampas. Se publicó en 1799.

## Interpretaciones de la estampa
Existen varios manuscritos contemporáneos que explican las láminas de los Caprichos. El que se encuentra en el Museo del Prado se tiene como autógrafo de Goya, pero parece más bien despistar y buscar un significado moralizante que encubra significados más arriesgados para el autor. Otros dos, el que perteneció a Ayala y el que se encuentra en la Biblioteca Nacional, realzan la parte más escabrosa de las láminas.
- Explicación de esta estampa del manuscrito del Museo del Prado: El hijo es travieso y la madre colérica. ¿Cuál es peor?[2]

- Manuscrito de Ayala: Las madres coléricas rompen el culo a azotes a sus hijos, que estiman menos que un mal cacharro.[2]

- Manuscrito de la Biblioteca Nacional: Hay madres que rompen a sus hijos el culo a zapatazos si quiebran un cántaro, y no le castigarán por un verdadero delito.[2]